# Guy Henry (Schauspieler)

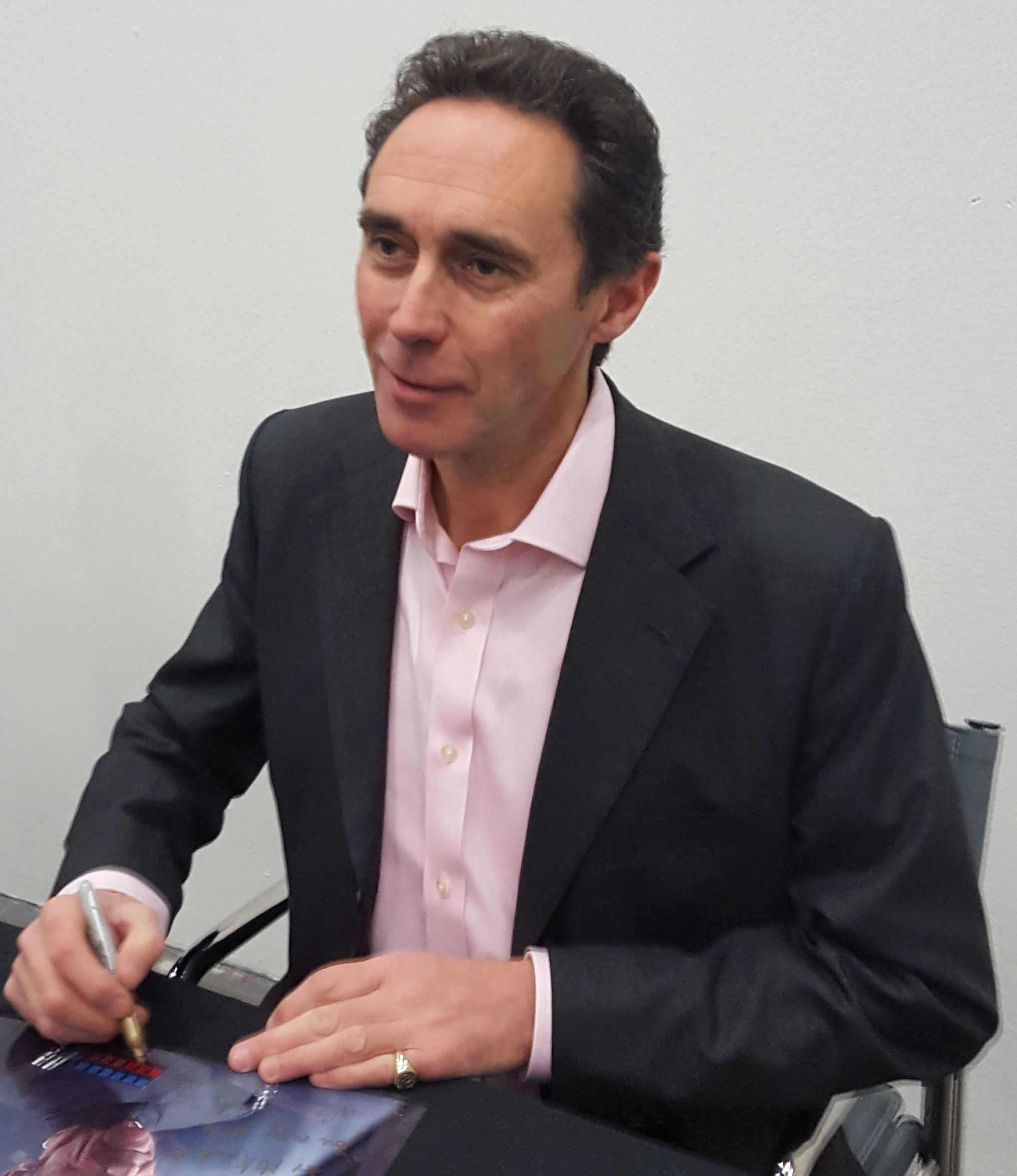
Guy Henry, 2018

Guy Henry (* 17. Oktober 1960 in England) ist ein britischer Schauspieler.

## Leben und Karriere
Guy Henry wurde im Oktober 1960 im England geboren. Er studierte von 1979 bis 1981 an der Royal Academy of Dramatic Art (RADA). Ein Schwerpunkt von Henrys Arbeit liegt bis in die Gegenwart beim Theater und bei Shakespeare-Rollen. Seit den 1990er-Jahren wirkte er an bislang über 50 Produktionen der Royal Shakespeare Company mit. An anderen Theatern spielte er beispielsweise 2005–2006 in Friedrich Schillers Maria Stuart als Robert Dudley, Graf von Leicester im Londoner Donmar Warehouse. Hier trat er 2008 und 2009 nochmals als Junker Bleichenwang in Was ihr wollt neben Derek Jacobi in der Hauptrolle auf.
Henrys erster Fernsehauftritt erfolgte 1982 in der Fernsehserie Young Sherlock: The Mystery of the Manor House, in dem er die Hauptrolle des jungen Sherlock Holmes verkörperte. Sein Kinodebüt gab er 1984 mit einer kleinen Rolle als Schüler in Another Country, zwei Jahre später war er als Robert Dudley in Lady Jane – Königin für neun Tage zu sehen. Bis in die 2000er-Jahre hinein wirkte er nur sporadisch an Filmen oder Serien mit, was sich dann schrittweise änderte. 2001 hatte er eine Rolle in fünf Episoden in der Seifenoper Doctors. 2006 verkörperte er eine Nebenrolle an der Seite von Natalie Portman, Hugo Weaving und John Hurt in dem international erfolgreichen Film V wie Vendetta mit. In der zweiten Hälfte der 2000er-Jahre folgten viele kleine Auftritte in diversen Fernsehserien, wie Rom, Inspector Barnaby, Hustle – Unehrlich währt am längsten und Spooks – Im Visier des MI5. 
In den Jahren 2010 und 2011 übernahm Henry in den letzten beiden Harry-Potter-Filmen, Harry Potter und die Heiligtümer des Todes – Teil 1 und Teil 2, die Rolle des kurzzeitigen Zaubereiministers Pius Thicknesse. Ab 2010 gehörte Henry als Chirurg Henrik Hanssen zur Besetzung der britischen Krankenhausserie Holby City, insgesamt spielte er bis 2022 in 371 Folgen der Serie. 2016 verkörperte er in Blockbuster Rogue One: A Star Wars Story die Rolle des Wilhuff Tarkin, womit er in die Fußstapfen des 1994 verstorbenen Originaldarstellers Peter Cushing trat. Henrys Aussehen im Film wurde dabei durch Computertechnik näher an das von Cushing gebracht, was er als eine „verdammt beängstigende“ Erfahrung beschrieb.

## Filmografie (Auswahl)
- 1982: Young Sherlock – The Mystery of the Manor House (Fernsehserie, 8 Folgen)
- 1984: Another Country
- 1986: Lady Jane – Königin für neun Tage (Lady Jane)
- 1992: EastEnders (Fernsehserie, 2 Folgen)
- 1995: England, My England
- 1996: Look and Read (Fernsehserie, 10 Folgen)
- 1996: Emma (Fernsehfilm)
- 1996: Dr Terror Presents (Fernsehserie, 10 Folgen)
- 2001: Sword of Honour – Im Dienst der Krone (Sword of Honour, Fernsehfilm)
- 2001: Doctors (Fernsehserie, 5 Folgen)
- 2003: Bright Young Things
- 2003: Waking the Dead – Im Auftrag der Toten (Waking the Dead, Fernsehserie, 2 Folgen)
- 2004: Sherlock Holmes – Der Seidenstrumpfmörder (Sherlock Holmes and the Case of the Silk Stocking, Fernsehfilm)
- 2005: The Trial of the King Killers
- 2005: Hustle – Unehrlich währt am längsten (Hustle, Fernsehserie, Folge 2x02)
- 2005: Colditz – Flucht in die Freiheit (Colditz, Miniserie, 2 Folgen)
- 2005: V wie Vendetta (V for Vendetta)
- 2005–2007: Rom (Rome, Fernsehserie, 8 Folgen)
- 2005–2007: Extras (Fernsehserie, 4 Folgen)
- 2006: Inspector Barnaby (Midsomer Murders, Fernsehserie, Folge 9x08 Mörder-Falle)
- 2006–2007: The Chase (Fernsehserie, 9 Folgen)
- 2007: The Trial of Tony Blair (Fernsehfilm)
- 2007: Hotel Babylon (Fernsehserie, Folge 2x07)
- 2008: John Adams – Freiheit für Amerika (John Adams, Miniserie, Folge 1x01)
- 2008: Good
- 2008: Wenn Jane Austen wüsste (Lost in Austen, Miniserie, 3 Folgen)
- 2008: Spooks – Im Visier des MI5 (Spooks, Fernsehserie, Folge 7x04)
- 2008: Kommissar Wallander: Die Brandmauer (Wallander: Firewall, Fernsehfilm)
- 2009: Creation
- 2009: Du bist tot (U Be Dead, Fernsehfilm)
- 2009: Agatha Christie’s Poirot (Fernsehserie, Folge 12x04 Auf doppelter Spur)
- 2010: Lewis – Der Oxford Krimi (Lewis, Fernsehserie, Folge 4x01 Auf falscher Fährte)
- 2010: The IT Crowd (Fernsehserie, Folge 4x03 Hokus Po-Kuss)
- 2010: Harry Potter und die Heiligtümer des Todes – Teil 1 (Harry Potter and the Deathly Hallows – Part 1)
- 2010–2022: Holby City (Fernsehserie, 371 Folgen)
- 2011: Harry Potter und die Heiligtümer des Todes – Teil 2 (Harry Potter and the Deathly Hallows – Part 2)
- 2011–2019: Casualty (Fernsehserie, 14 Folgen)
- 2014: New Worlds - Aufbruch nach Amerika (New Worlds, Miniserie, 3 Folgen)
- 2015: Father Brown (Fernsehserie, Folge 3x03)
- 2016: The Moonstone (Miniserie, 3 Folgen)
- 2016: Rogue One: A Star Wars Story
- 2017: The Frankenstein Chronicles (Fernsehserie, 3 Folgen)
- 2020: Roadkill (Miniserie, 2 Folgen)
- 2023: Queen Charlotte: Eine Bridgerton-Geschichte (Queen Charlotte: A Bridgerton Story, Miniserie, 4 Folgen)
- 2023: The Burning Girls (Miniserie, 4 Folgen)
- 2024: Death in Paradise (Fernsehserie, Folge 13x05)

## Theater (Auswahl)

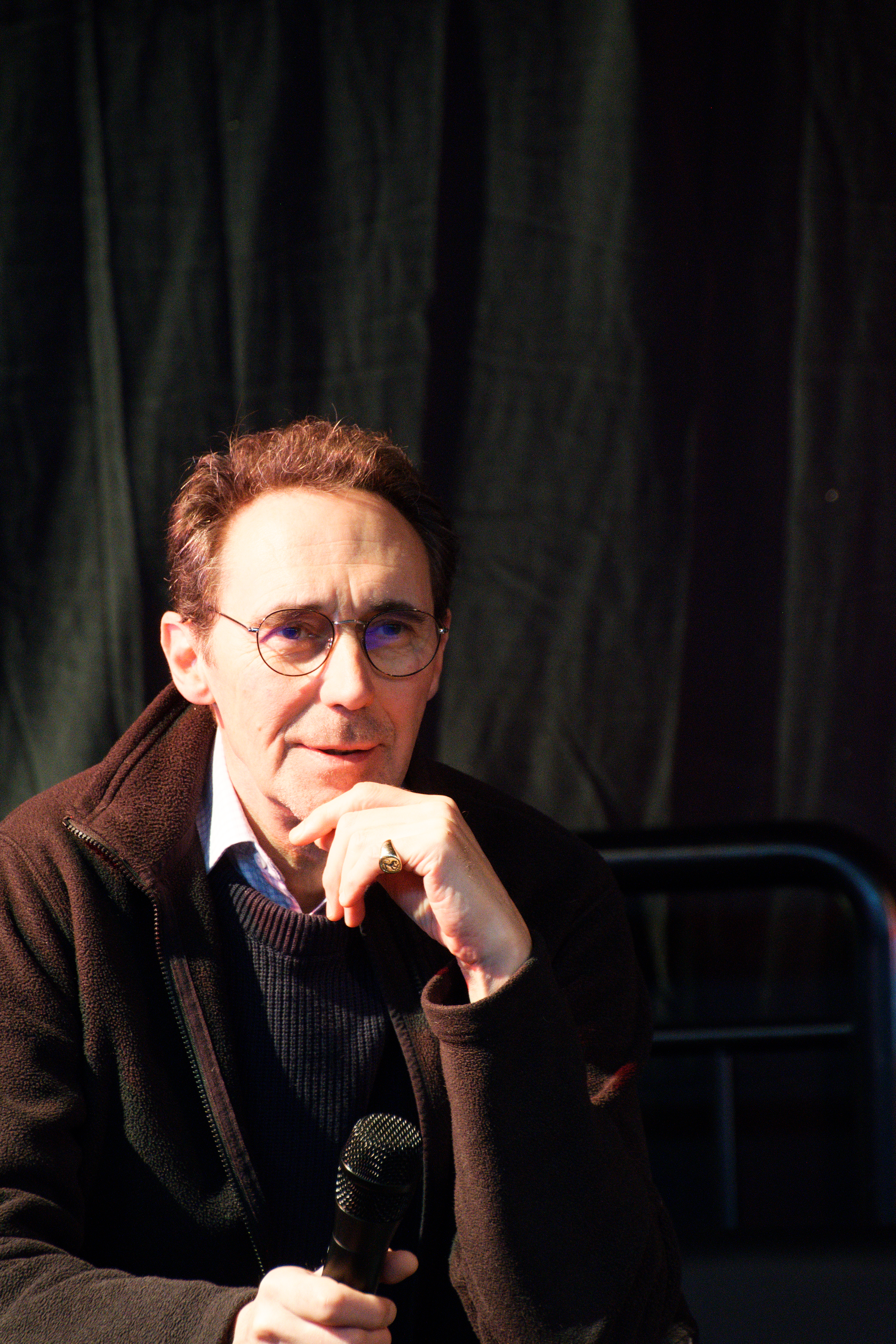
Guy Henry auf der Comic Con Germany in Stuttgart, 2023

- 1991 – Thurio (Zwei Herren aus Verona), Poggio (Tis Pity She’s a Whore) von John Ford, Ananias (The Alchemist) von Ben Jonson.
- 1992 – Osric (Hamlet)
- 1993 – Longaville (Verlorene Liebesmüh)
- 1996 – Sir Andrew Aguecheek (Junker Bleichenwang) in (Was ihr wollt)
- 1997 – Cloten (Cymbeline), Dr Cajus (Die lustigen Weiber von Windsor)
- 1998 – Lord Chamberlain (Heinrich VIII.)
- 1999 – Octavius Caesar (Antonius und Cleopatra)
- 2001 – Malvolio (Was ihr wollt), King John (König Johann), Mosca (Volpone) von Ben Jonson
- 2003 – Parolles (Ende gut, alles gut)